# Horst Pötzsch
Horst Pötzsch (* 5. Dezember 1927 in Lipine, Oberschlesien; † 24. September 2009 in Bonn) war ein deutscher Historiker und Politologe.

## Leben
Der Vater Otto Julius Pötzsch wurde 1871 in Chemnitz geboren und war nach seiner Ausbildung als Ingenieur tätig. Seine Mutter Regina, geb. Koppatschek, wurde 1888 in Otto-Langendorf (Niederschlesien) geboren und arbeitete bis zu ihrer Heirat als Chemie-Laborantin. Beide gingen 1921 in Breslau die Ehe ein.
Nach der kriegsbedingten Flucht legte Pötzsch 1947 an der Goetheschule in Ilmenau/Thüringen sein Abitur ab und studierte an der Freien Universität Berlin von 1949 bis 1954 Geschichte, Anglistik und Philosophie. Auf sein Staatsexamen für das Lehramt an Höheren Schulen in Geschichte und Englisch folgte eine Tätigkeit als Studienassessor an der Katholischen Schule Salvator in Berlin. Anschließend arbeitete er als Geschäftsführer der IJGD Internationalen Jugendgemeinschaftsdienste Süddeutschland.
Horst Pötzsch und Ingeborg Carus schlossen 1959 in Berlin die Ehe, aus der drei Söhne hervorgingen. Ab 1959 in der Bundeszentrale für Heimatdienst beschäftigt, war er im Rahmen der Neugliederung der Bundeszentrale für politische Bildung ab Januar 1968 Leiter der Abteilung „Politische Bildung in der Schule“.
Als Autor, Herausgeber und Mitherausgeber verfasste er Broschüren, Zeitschriften, Geschichtsbücher für den Unterricht sowie Lehrerhandbücher. Die Schriftenreihe Kontrovers, die von der Bundeszentrale herausgegeben worden ist, betreute er als Redakteur. Darin wurden ausgewählte Dokumente in der Aktualität unterschiedlicher gesellschaftlicher Strömungen als fundierte Basis zur Urteilsbildung angeboten. Seit 1975 wandte sich die von Pötzsch mitverantwortete Zeitschrift Zeitlupe insbesondere an die Zielgruppe der Sekundarstufe I und der Berufs- und Berufsfachschulen. Auf Initiative von Pötzsch wurde der Wochenzeitung „Das Parlament“ eine Beilage zugefügt, womit er die bis 1986 auflagenstärkste sozialwissenschaftliche Zeitschrift in der Bundesrepublik Deutschland geschaffen hat. Als Chefredakteur verantwortete er die bundesweit genutzte Zeitschriftenreihe „Informationen zur politischen Bildung“. Bei einer Startauflage von 850.000 erhielten einzelne Exemplare mit Nachdrucken teilweise eine Auflage von über 2 Millionen. 1986 wurde Pötzsch für sein vieljährig überragendes Engagement für die Arbeit der Bundeszentrale für politische Bildung mit dem Bundesverdienstkreuz am Bande geehrt. Sein Beitrag über das Rechtssystem der Demokratie in der Bundesrepublik Deutschland ist seit 2009 auf der Website der Bundeszentrale abzurufen.
In 2004 war sein von der Bundeszentrale herausgegebenes Buch Die deutsche Demokratie Thema einer politologischen Rezension, die vom GRIN Verlag bezogen werden kann. Sein Werk Deutsche Geschichte von 1945 bis zur Gegenwart ist nach Auskunft des Verlages für zeitgeschichtlich Interessierte allgemeinverständlich geschrieben. Es wurde nach 2009 von Winfrid Halder überarbeitet und für die 4. Auflage in 2015 aktualisiert.
Sein vielfältiges Interesse richtete er auch auf außergewöhnliche Themen. Auf Orte seiner Kindheit bezogen sammelte er Stellungnahmen zur ökologischen Situation Oberschlesiens und veröffentlichte sie 1988 mit umweltpolitischen Begleitinformationen als Broschüre. 1996 gab er eine kommentierte Sammlung von Karikaturen zu politischen Aspekten aus den ersten Jahrzehnten der Bundesrepublik Deutschland heraus. Mit den ausgewählten Zeichnungen stellte er exemplarisch eine Chronik der Deutschen Nachkriegsgeschichte bis zum Jahr der Deutschen Einheit vor.

## Schriften (Auswahl)
- Geschichte für morgen, Lehr- und Arbeitsbuch, Bd. 3, Hirschgraben, Frankfurt am Main 1982,[15] ISBN 978-3-454-23930-1
- Umweltkatastrophe in Oberschlesien, Dülmen, Oberschles. Heimatverlag (Laumann), 1988, ISBN 978-3-89960-370-5[16]
- Die deutsche Demokratie. Leske und Budrich, Opladen 1995,[17] ISBN 978-3-8100-1522-8
- Deutsche Geschichte nach 1945 im Spiegel der Karikatur (1996)[18]
- Die deutsche Geschichte von 1945 bis zur Gegenwart. Olzog, München 1998 (Orig.-Ausg.),[19] ISBN 978-3-7892-8690-2
  - 2., vollständig überarbeitete und aktualisierte Auflage 2006
- Problemorientierter Geschichtsunterricht (hrsg. v. Hans Heumann). 4 Bände. Cornelsen Hirschgraben, Frankfurt am Main 1982–1991;
  - Band 1: Altertum und Mittelalter: Vorgeschichte bis 1500. 1989[20] ISBN 3-454-23462-X
  - Band 2: Die Grundlagen unserer Gesellschaft: (1500 – 1900). 1991[21] ISBN 3-454-23472-7
  - Band 3: Zwischen den beiden Weltkriegen: (1914 – 1945). 1982[22] ISBN 3-454-23480-8
  - Band 4: Die Welt seit 1945. 1982[23] ISBN 3-454-23490-5